# Tipton (Kansas)
Tipton és una població dels Estats Units a l'estat de Kansas. Segons el cens del 2000 tenia 243 habitants.

## Demografia
Segons el cens del 2000, Tipton tenia 243 habitants, 108 habitatges, i 69 famílies. La densitat de població era de 375,3 habitants/km².
Dels 108 habitatges en un 27,8% hi vivien nens de menys de 18 anys, en un 58,3% hi vivien parelles casades, en un 4,6% dones solteres, i en un 36,1% no eren unitats familiars. En el 34,3% dels habitatges hi vivien persones soles el 20,4% de les quals corresponia a persones de 65 anys o més que vivien soles. El nombre mitjà de persones vivint en cada habitatge era de 2,25 i el nombre mitjà de persones que vivien en cada família era de 2,91.
Per edats la població es repartia de la següent manera: un 23% tenia menys de 18 anys, un 3,3% entre 18 i 24, un 21,8% entre 25 i 44, un 25,9% de 45 a 60 i un 25,9% 65 anys o més.
L'edat mediana era de 46 anys. Per cada 100 dones de 18 o més anys hi havia 101,1 homes.
La renda mediana per habitatge era de 33.750 $ i la renda mediana per família de 45.938 $. Els homes tenien una renda mediana de 30.500 $ mentre que les dones 14.375 $. La renda per capita de la població era de 17.637 $. Entorn del 7,6% de les famílies i l'11,4% de la població estaven per davall del llindar de pobresa.

## Poblacions més properes
El següent diagrama mostra les poblacions més properes.